# Nacida de la Tormenta
«Nacida de la Tormenta» es el segundo episodio de la séptima temporada de la serie de HBO de fantasía "Juego de Tronos". El episodio estuvo escrito por Bryan Cogman, y dirigido por Mark Mylod.
En Rocadragón, Daenerys Targaryen (Emilia Clarke) empieza a planear su conquista de Poniente, decidiendo utilizar un ejército de Poniente para asediar Desembarco del Rey, y enviando a los Inmaculados y a los Dothraki para atacar Roca Casterly. En Invernalia, Jon Nieve (Kit Harington) recibe un mensaje de Tyrion Lannister (Peter Dinklage), convocándole a Rocadragón, el cual Sansa Stark (Sophie Turner) aconseja ignorar, pero es ignorada. En la Tierra de los Ríos, Arya Stark (Maisie Williams) empieza su viaje a Desembarco del Rey, pero tiene un cambio de corazón y en cambio empieza a dirigirse hacia el norte a Invernalia, antes de ser rodeada por una manada de lobos dirigidos por su anterior loba huargo Nymeria. En Desembarco del Rey, Cersei Lannister          (Lena Headey) advierte sus estandartes sobre la inminente invasión de Daenerys. En el Mar Angosto, los Greyjoys y las Serpientes de Arena son atacados por Euron Greyjoy (Pilou Asbæk) y su Flota de Hierro, con Yara Greyjoy (Gemma Whelan) y Ellaria Arena (Indira Varma) siendo tomadas como rehenes. En la Ciudadela, Samwell Tarly (John Bradley) intenta curar la psoriagrís de Jorah Mormont (Iain Glen).
"Stormborn" recibió elogio de críticos, quién consideró la invasión de Euron Greyjoy a Flota de Hierro de Yara, la reunión de Daenerys con sus aliados en Rocadragón, y el reencuentro de Arya con su loba Nymeria como puntos destacados del episodio. En los Estados Unidos,  consiguió una audiencia de 9.27 millones en su emisión inicial.

## Argumento

### En Rocadragón
Daenerys Targaryen se enfrenta a Varys sobre sus lealtades previas. Varys declara que su lealtad es para el pueblo; Daenerys asegura su juramento de decirle directamente si le está fallando a la gente, y jura matarlo si él la traiciona. Daenerys concede una audiencia a Melisandre, que la insta a reunirse con Jon Nieve, ya que ambos "tienen un papel que jugar". Tyrion Lannister recomienda a Jon y a los Starks como aliados. Daenerys instruye a Tyrion para convocar a Jon para que le jure lealtad. Yara Greyjoy y Ellaria Arena soportan una abrumadora ofensiva en Desembarco del Rey, pero Daenerys no desea destruir el territorio que desea gobernar. Ella adopta Tyrion del plan: su ejército de Poniente ejércitos asediarán Desembarco del Rey, mientras que los Inmaculados asediarán Roca Casterly. Olenna Tyrell le advierte a Daenerys sobre ignorar los consejos de "hombres inteligentes."
Antes de partir para dirigir a su ejército, Gusano Gris revela a Missandei que ella es su debilidad , porque él nunca había temido antes de amarla.  Missandei acepta a Gusano Gris a pesar de ser un eunuco, y él le hace sexo oral a ella

### En Antigua
El archimaestre Ebrose le dice a Samwell Tarly que la psoriagrís de Jorah Mormont está intratablemente adelantada, y le da a Jorah aproximadamente seis meses de cordura, antes de que la enfermedad llegue a su mente, y el suicidio es su única alternativa para evitar el exilio entre los Hombres de Piedra de Valyria. Samwell descubre un tratamiento en los libros de la Ciudadela, pero Ebrose le dice está prohibido porque arriesga una posible transmisión, pero Samwell realiza el procedimiento atroz en secreto.

### En Invernalia
Jon Nieve recibe el mensaje de Daenerys, el cual Tyrion ha enviado diplomáticamente como una invitación. Sansa Stark y Davos Seaworth le recomiendan rechazarlo, pero Davos nota la eficacia del fuego de dragones contra los no-muertos. Después de recibir la información de Sam sobre el vidriagón enterrado en Rocadragón, Jon decide ir, a pesar de la oposición uniforme de su estandartes, ya que él no quiere deshonrar a su igual Daenerys enviando un emisario. Jon nombra a Sansa regente, sorprendiéndola; y amenaza a Meñique para no hacerle daño a Sansa.

### En la Tierra de los Ríos
Pastel Caliente le dice a Arya Stark que Jon ha retomado Invernalia. Entonces ella decide dirigirse hacia el norte. Pero en el camino es rodeada por una manada de lobos, dirigido por su antigua loba huarga Nymeria, a quien había abandonado varios años antes ("El Camino Real"), y le pide que vaya con ella al norte; pero Nymeria en cambio la abandona junto a su manada.

### En Desembarco del Rey
Cersei Lannister se reúne con sus aliados, incluyendo a los estandartes de la Casa Tyrell, buscando ayuda en contra de Daenerys, retratándo como una peligrosa invasora extranjera. Jaime Lannister ofrece a Randyll Tarly el Señorío del Sur si se convierte en el segundo al mando de Jaime. Qyburn enseña a Escorpión, un arma de proyectil, para Cersei, que sirve para atravesar los cráneos de dragones. Su flecha agujerea el cráneo de Balerion, el dragón más grande de Aegon el Conquistador.

### En el Mar Angosto
La Flota de Hierro de Euron Greyjoy ataca la flota de Yara. Euron mata a Obara y a Nymeria Arena; sus hombres secuestran a Ellaria y Tyene Arena, mientras toman a Yara como prisionera. Theon Greyjoy, provocado por la violencia, salta por la borda, abandonando a Yara para sobrevivir a la batalla.

## Producción

### Guion
"Stormborn" fue escrito por Bryan Cogman. Cogman ha sido escritor de la serie desde sus inicios, escribiendo otros nueve episodios. El título del episodio, "Stormborn", es una referencia a Daenerys Targaryen, que nació en medio de una gran tormenta, ganándose ese apodo. En el segmento "Inside the Episode" publicado por HBO tras la primera emisión del episodio, los cocreadores y productores ejecutivos de la serie David Benioff y DB Weiss fueron entrevistados diciendo: "Vimos por última vez a Nymeria cuando Arya la hizo huir porque ella quería salvar su vida, sabía que Cersei iba a matarla si la encontraba, y cuando finalmente encuentra a Nymeria de nuevo, o más bien, cuando Nymeria la encuentra, por supuesto querrá que Nymeria vuelva a casa con ella y vuelva a ser su leal compañera. Pero Nymeria encontró su propia vida." Continuaron notando que la línea "Esa no eres tú" era una referencia directa a lo que le dijo a Ned Stark en la primera temporada, cuando le decía que sería una "dama de un castillo e iba a casarse con algún señor y usar un bonito vestido con volantes ", a lo cual Arya respondió diciendo "Esa no soy yo ". "Arya no está domesticada. Tiene sentido total que la loba tampoco lo sea. Una vez que la loba se aleja, al principio ella tiene el corazón roto por haber estado tan cerca de ella, pero entonces se da cuenta de que la loba está haciendo exactamente lo que haría ella si fuera esa loba."

### Casting
El episodio presentó el regreso de Ben Hawkey como Pastel Caliente, que fue visto por última vez en la temporada 4, en el episodio "Mockingbird". Hawkey habló de su regreso a Entertainment Weekly, diciendo que no esperaba volver jamás. Antes de obtener el guion y evitar que el regreso del personaje fuera filtrado, los productores le dieron a Hawkey un nombre código al comunicarse por correo electrónico. Él continuó diciendo que la escena era "realmente agradable" y era una "pequeña escena perfecta para Pastel Caliente ." "Stormborn" fue también el último episodio de Keisha Castle-Hughes y Jessica Henwick, ya que Obara y Nymeria Sand fueron asesinados. El episodio introdujo al nuevo miembro recurrente Tom Hopper como Dickon Tarly, en sustitución de Freddie Stroma, quien brevemente retrató al personaje en la temporada 6.

### Filmación
"Stormborn" fue dirigido por Mark Mylod, su primer de dos episodios para esta temporada. Se unió a la serie como director en la quinta temporada, su primer episodio fue "Gorrión Supremo", que fue seguido por "Hijos de la arpía". John Bradley habló acerca de lo que pasó al rodar la escena de la psoriagrís de Jorah Mormont con el actor Iain Glen. Antes de filmar, Iain tuvo que sentarse en el remolque de prótesis durante alrededor de cinco horas mientras que el departamento de maquillaje "aplicó estas prótesis de psoriagrís muy detalladas e intrincadas, pieza por pieza". Continuó diciendo: "Básicamente estaba arrancando la prótesis de látex de plástico del cuerpo real de Iain, estaba como en un traje ... Era lo mismo que arrancar una prótesis ... Era un trabajo técnico muy, muy grande para el departamento de prótesis. Eran unos cinco o seis chicos en el set ese día que no se pueden ver, ya que estaban fuera de la línea de la cámara, con bombas y cubos de pus ".
Nathalie Emmanuel discutió su escena de amor con Gusano Gris, diciendo que los personajes han mostrado "interés el uno por el otro, los hemos visto "expresándolo el uno por el otro, pero no lo dicen realmente - Este punto es el clímax y actúan físicamente sobre él, mucho debido a que se enfrentan a la perspectiva de no volver a ver nunca más ". Emmanuel continuó alabando la relación que se ha desarrollado entre estos dos personajes, afirmando que es "algo dulce y puro y hermoso".
Gemma Whelan dijo en una entrevista con Entertainment Weekly que la escena de besos de Yara Greyjoy y Ellaria Arena antes de la secuencia de batalla al final fue improvisada. Ella declaró que "No nos habían dirigido para que nos besaramos, - Parecía como algo que debíamos hacer". Las escenas con las Serpientes de Arena se planearon originalmente para ser una historia más "dibujada hacia fuera", pero debido al horario de Jessica Henwick que estaba filmando la nueva serie de Netflix Iron Fist, ella habría tenido que ir y venir para filmar ambas demostraciones. Hablando de la secuencia de batalla, Henwick dijo que" normalmente hay un montón de CGI y lo ves en la pantalla, tú ves una batalla épica masiva, pero cuando estás filmando todo es bastante manso en comparación. Para esto, la audiencia no puede sentir el calor en su cara debido a la pirotecnia disparándose o sentir la máquina de olas tratando de tirarnos desde nuestros pies, o el sudor goteando en nuestras caras ".
Mylod también discutió su dirección para la secuencia de la batalla, diciendo que "acordamos que la violencia debía ser brutal y sentir sin coreografía, que no se debe sentir estructurada". El coordinador de duelos Rowley Irlam también declaró que estaban inspirados en varios disturbios cuando estaba coreografiando. Mylod decidió poner mucho más enfoque a Theon, Yara y Euron Greyjoy, en lugar de las personas a su alrededor.

## Recepción
"Nacida de la Tormenta" recibió grandes elogios de los críticos. Tiene una calificación del 100% en Rotten Tomatoes con un promedio  de 8.2/10. El consenso dice "el episodio presenta una discusión estratégica convincente y una secuencia de acción para terminar el capítulo de manera explosiva".
Ed Power, de The Daily Telegraph, dijo "ha sido un comienzo cauteloso de la temporada. Pero, luego de una nueva prueba de paciencia de las piezas de ajedrez, el episodio se desató en un literal destello de gloria". Matt Fowler, de IGN, describió el episodio como "increíble" y dijo: "con Daenerys ahora en Poniente, la guerra es inminente y los mundos chocaron en el gran episodio de esta semana". Le dio al capítulo un 9/10.
Nina Shen Rastogi, de la revista New York Magazine, también elogió el episodio escribiendo "todo este prólogo es lo que hizo que la escena final aterrizara tan y tan bien. La batalla a bordo del barco entre los Greyjoy fue muy buena: dramática, inesperada y auténtica".